# Differenzhypothese (Pädagogik)
Die Differenzhypothese ist eine in der interkulturellen Pädagogik in den 1970er Jahren entwickelte Annahme, dass kulturelle Differenzen als anders, aber nicht defizitär zu werten sind, und dass der Unterricht die unterschiedlichen Kulturen und Sprachen einbeziehen soll. Diese Annahme hat in der Erziehung von Kindern, in der Erwachsenenpädagogik und in der Sozialen Arbeit Anwendung gefunden.
Die Differenzhypothese grenzt sich ab von der Haltung, vor allem in den 1960er Jahren überwiegend eingenommenen Ausgangspunkt, dass soziokulturelle Differenzen einen Störfaktor darstellten und dass Mehrsprachigkeit negativ zu bewerten sei. Diese Betrachtungsweise wird heute als Defizithypothese bezeichnet. Sie stand in Deutschland, in der Schweiz, Frankreich, den Benelux-Staaten und teils auch in England in engem Zusammenhang mit der Zuwanderung (siehe hierzu auch: Anwerbepolitik der Bundesrepublik Deutschland). Zugewanderte Kinder erhielten Sonderunterricht in der lokalen Unterrichtssprache, die für sie eine Zweitsprache war. In Deutschland wurde in diesem Zusammenhang von „Ausländerpädagogik“ gesprochen, in anderen Staaten eigens hierfür eine „Sondersonderpädagogik“ erstellt. Die Defizithypothese wurde weitgehend von der Differenzhypothese abgelöst.
Cristina Allemann-Ghionda reiht die Differenzhypothese in eine Entwicklung in vier Phasen ein:
- Defizithypothese im Rahmen einer Ausländerpädagogik: soziokulturelle Differenzen werden als Störfaktor bewertet, Mehrsprachigkeit ist negativ besetzt.
- Differenzhypothese im Rahmen einer interkulturellen Pädagogik: Kulturelle Differenzen sind als anders, aber nicht defizitär zu werten; und der Unterricht soll die unterschiedlichen Kulturen und Sprachen einbeziehen. Mehrsprachigkeit wird positiv bewertet.
- Egalitätshypothese im Rahmen einer Kritik an der interkulturellen Pädagogik: Kulturelle Differenz wird ausgeblendet, Mehrsprachigkeit wird weder positiv noch negativ bewertet.
- Diversitätshypothese im Rahmen einer Pädagogik der soziokulturellen und sprachlichen Vielfalt: Welches eine Minderheit ist, wird je nach Perspektive neu definiert. Mehrsprachigkeit wird positiv bewertet.

Die Phasen werden von Allemann-Ghionda nicht als eine zeitliche Zuordnung aufgefasst; beispielsweise kann die Egalitätshypothese sich mit einer anderen Hypothese überlagern.
Die aus der Pädagogik einschließlich der Erwachsenenbildung bekannte Differenzhypothese ist von Tilly Miller in der Sozialarbeit angewendet worden.